# Вилијам Фокс
Вилхем Фрид Фухс (енгл. Wilhelm Fried Fuchs; Толчва, 1. јануар 1879 — Њујорк, 8. мај 1952), познат као Вилијам Фокс (енгл. William Fox), био је мађарски и амерички предузетник. Један је од људи који су обликовали филмску индустрију. Његово презиме је било део назива студија 20th Century Fox и дан данас га користи Fox Corporation.

## Биографија
Рођен је у јеврејској породици у Толчви, у тадашњој Аустроугарској. Његова породица је емигрирала у Сједињене Америчке Државе када је он имао девет месеци. Потом су добили још дванаесторо деце, од којих је само шесторо преживело. С обзиром да потиче из сиромашне породице, као дете је почео да продаје слаткише и новине у Сентрал парку.